# Fernand Boulmant
Fernand Boulmant foi um ciclista francês que participava em competições de ciclismo de pista. Representou França nos Jogos Olímpicos de Verão de 1900 em Paris.